# (20270) Phildeutsch
(20270) Phildeutsch (1998 FR30) – planetoida z pasa głównego asteroid okrążająca Słońce w ciągu 3,74 lat w średniej odległości 2,41 j.a. Odkryta 20 marca 1998 roku.